# 京都精華大學
京都精华大学，是位于京都府京都市左京区岩石仓木野町137（本部）的日本私立大学，1968年创办，1979年大學設置，简称精华大或精大。

## 学校概况

### 学校环境
1968年开始创办京都精华大学，前身为4年制大学的京都精华短期大学。现在的学校由艺术学部、设计学部、漫画学部、人文学部，艺术研究科、设计研究科、漫画研究科、人文学研究科这4个学部和4个研究科组成。

### 办学精神
教育理念是「自由自治」「国际主义」「凝聚教育」「教育树德」。这四个理念到现在还一直沿用着。但是，大学创办之初一直没有制定和整备校歌、校章和校门口入口。

### 教育与研究
因在日本国内第一个设立漫画学部的大学而被熟知。
尤其在2000年以来，日本文部科学省内设立了漫画文化研究所。与此同时，与京都市共同运营的京都国际漫画馆的开设和运营使得使得文化传媒更加聚焦于漫画的研究、收藏、保管和展示。
在2004年，学校以教育活动的发展为目标，在校内设置了教育推进中心。

## 历史沿革

### 略历
1968年以学问的自由和恢复大学自治为目的，以初代校长冈本清一为代表的学校法人在现学校地址创办了京都精华短期大学。当时，学校只开设了英语英文科和美术科。
1979年，美术学部开设。同年，短期大学美术科废止。10年后的1989年开设了人文学部。同时，短期大学英语英文科废止。1991年开设大学院美术研究科。1993年开设大学院人文学研究科。

### 年表
- 1968年 – 京都精华短期大学开设。
- 1979年 – 京都精华大学美术学部开设、短期大学美术科废止。
- 1989年 - 京都精华大学人文学部开设、短期大学英语英文科废止。
- 1993年 - 5月，京都精华学园理事会决定大学和高校的经营法人分离。12月，学校法人木野学园设立。
- 1994年 - 京都精华大学的经营及学校法人京都精华学园转移到学校法人木野学园管理
- 2000年 – 开设艺术学部的漫画学科和人文学部的环境社会学科。
- 2001年 – 开设表达研究机构，文字文明研究所、漫画文化研究所、映像传媒研究所设立。
- 2003年 – 开设人文学部的社会传媒学科和文化表现学科。学校法人从「学校法人木野学院」更名为「学校法人京都精华大学」。
- 2004年 – 开设环境问题解决研究机构，同时设置了环境业务研究所、环境建筑研究所和环境管理研究所。
- 2006年 – 新设设计学部、漫画学部。
- 2009年 – 开设人文学部综合人文学科。
- 2010年 – 开设设计研究科、漫画研究科。

## 教育与研究

### 组织

#### 学部
- 艺术学部
  - 造形学科
    - 洋画专业／日本画专业／立体造形专业

  - 素材表现学科
    - 陶艺专业／纺织专业

  - 设计造形学科
    - 版画专业／映像专业

- 设计学部
  - 视觉设计学科
    - 平面设计专业／插图专业／数码创造专业

  - 产品设计学科
    - 通讯产品设计专业／室内产品设计专业

  - 建筑学科
    - 建筑专业

- 漫画学部
  - 漫畫學科
    - 角色设计专业／故事漫畫专业/新时代漫画专业/卡通专业

  - 動畫学科
    - 動畫學科

  - 漫畫編輯學科
    - 漫畫編輯學科

- 人文学部
  - 综合人文学科
    - 现代文化表现专业／日本・亚洲文化专业／人与现代社会专业／国际交流专业／未来环境专业

#### 大学院
- 设计研究科（碩士课程）＊从2010年开设
  - 设计专攻
  - 建筑专攻
- 漫画研究科（碩士课程）＊从2010年开设
  - 漫画専攻
- 艺术研究科（博士前期课程・博士后期课程）
  - 艺术专攻
- 人文学研究科（碩士课程）
  - 人文学专攻

#### 研究机关
- 京都国际漫画博物馆
- 国际漫画研究中心
- 表现研究机构
- 环境问题解决研究机构 （页面存档备份，存于）
  - 环保业务研究所
  - 环境建筑研究所
  - 环境管理研究所
- 共同教育中心
  - 教育概论部门
  - 语言教育部门

#### 校外场地
- shin-bi （页面存档备份，存于）

### 教育
- 特色大学教育支援方案（特色GP）
  - 贡献社会，实践教学的独立学习（2004年度采用）
  - 以传统产业为重点的区域合作教育和实践（2005年度采用）
  - 思维素养日语教育（2006年度采用）

## 設施

### 校园
- 〒606-8588 京都府京都市左京区岩仓木野町137
  - 叡山電鉄鞍馬線京都精華大前站
  - 京都市營地鐵烏丸線国際会館站有校车约5分钟
  - 京都市營巴士40系統、50系統（国际会馆→市原）京都精华大学前公交站

### 学外设施
- 朽木学校
- 丹后学校

## 对外关系

### 与其他大学的协定
- 加入CUMULUS（欧洲美术设计大学协会）（页面存档备份，存于）。
- 加入京都大学联盟。
- 札幌大学 （京都精华大学人文学部⇔札幌大学经济学部・文化学部・外国语学部之间单位相互签订协议）
- 京都大学　2008年9月18日京都精华大学和京都大学签订伙伴关系协定。

## 著名校友
- 大島直人
- 鹽田千春
- 新川洋司
- 藤原飛呂
- 金城宗幸
- 左野菜見
- 山本崇一郎

## 爭議
- 該校學生發表之字體與 justfont 之產品“金萱”在設計上有許多相似的細節，使 justfont 字型公司為此致函校方，校方以審視過創作報告且字體不算著作品為由認定無抄襲之事宜。[3]

## 注脚
1. ↑  .   [2010-05-15]. （原始内容存档于2007-02-18）.
2. ↑  .   [2010-05-15]. （原始内容存档于2010-06-12）.
3. ↑  .   [2020-03-16]. （原始内容存档于2020-12-27）.